# 打那岸
打那岸，又寫作哆囉岸、打朗巷，是台灣宜蘭縣羅東鎮的一個傳統地域名稱，位於該鎮東北部。相較於今日行政區，其範圍大致為新群里北大半部。

## 歷史
台灣清治末期，打那岸地區為一街庄，稱為「打那岸庄」，隸屬於羅東堡。該庄北與頂五結庄為鄰，東與鐤橄社庄、武淵庄為鄰，南邊為月眉庄，西邊為十八埒庄。
1901年（日治明治三十四年）11月，廢縣廳改設二十廳，該庄隸屬於宜蘭廳，編入第十二區。1905年（明治三十八年）7月，第十二區改名「羅東區」。1909年（明治四十二年）10月，合併二十廳為十二廳，該庄仍隸屬於宜蘭廳。1920年（大正九年），廢十二廳改設五州二廳，該庄改制為「打那岸」大字，隸屬於臺北州羅東郡羅東街。
戰後羅東街改制為羅東鎮，隸屬於臺北縣，大字改制為里。1950年10月，北、基、宜分治，羅東鎮改隸屬於宜蘭縣。

## 聚落
本地區發展較早的聚落為打那岸，在日治期初期的官方地圖上已有記載。

## 交通
國道5號又稱「北宜高速公路」，是橫跨台灣東西部的高速公路，大致以北北西—南南東走向經過打那岸地區中部偏東地帶。由該道路向北北西可前往五結、宜蘭、礁溪、頭城西南部、坪林、石碇、南港並止於國道3號南港系統交流道，向南南東可前往冬山東部、蘇澳等地。
省道台7丙線（中山路二段）是大同鄉牛鬥橋至五結鄉利澤簡的幹道，大致以西北西—東南東走向轉西南西—東北東走向再轉橫向經過本地區中南部。由該道路向西北西經羅東市區後可前往冬山西北部、三星、大同鄉牛鬥橋並止於省道台7線本線路口，向東可前往五結利澤簡並止於省道台2戊線路口。
鄉道宜25線（富農路三段）是二結至冬山的道路，大致以北北東—南南西走向經過本地區東南部。由該道路向北北東至省道台7丙線路口轉東與其共線一小段路後，至五結中路一段路口轉北獨行經鐤撖社西部可前往大埔西部、頂五結東部的五結市區、下五結與下三結交界地帶、頂三結、二結中部偏西南並止於省道台9線路口，向南南西可前往月眉東部、武淵、武罕與三堵邊界地帶、珍珠里簡、冬山市區並止於鄉道宜30線路口。
傳藝路又名「北宜高羅東連絡道」，是羅東車站後站至傳統藝術中心的新建幹道，大致以西向東轉西南西—東北東走向經過本地區西北角。由該道路向西可前往十八埒中部偏西的羅東車站後站並止於站東路路口，向東北東可前往頂五結南部、大埔西北部、中一結、松子腳、大埔東北部、頂清水並止於傳統藝術中心東南側的省道台2線路口。